# Marcelino Augier
Francisco Marcelino Augier (San Fernando del Valle de Catamarca, 6 de octubre de 1807 - San Fernando del Valle de Catamarca, 2 de marzo de 1885) fue un político, estanciero, argentino, y el más grande propietario minero de su provincia, perteneciente al Partido Unitario, quien se desempeñó como Gobernador de Catamarca en dos oportunidades de forma interina, 1840 y 1841, y Diputado de la Nación Argentina por aquella provincia en 1863. También fue hasta la actualidad el único gobernador catamarqueño en perder su propiedad dos veces, murió en una casa que le fue donada a su esposa.

## Biografía
Era hijo del matrimonio formado por Francisco Rafael de Augier y María Ignacia Correa de Soria Medrano y de Olmos y Aguilera. Fue bautizado en la Iglesia Matriz el 8 de octubre de 1807, siendo sus padrinos El Sor. Alcalde don Nicolás de Sosa y Soria y su esposa.
Estudió en el colegio Nacional de Montserrat. Después administró los negocios de su padre en la minería. Llegó a ser dueño de varios terrenos ocho minas, con una treintena de derechos a vetas, entre otras propiedades. Ocupó el cargo en 1840 de Agente Diplomático de Catamarca, y más tarde, fue Capitán General Delegado de la Coalición del Norte, contra el gobernador bonaerense Juan Manuel de Rosas. Siendo gobernador en dos oportunidades de la Provincia de Catamarca, primeramente en 1840, año en que fue Delegado. Firmó en Tucumán el Tratado de la Coalición del Norte y en 1841, el entonces gobernador José Cubas, fue ejecutado por órdenes del coronel rosista Mariano Maza, quien invadió territorio catamarqueño. [cita requerida]El gobierno quedó en forma interina a cargo de Marcelino Augier. Sin embargo, fue derrotado en el Combate de Amadores por el mismo coronel Maza y el coronel Juan Eusebio Balboa.
Marcelino Augier, logró exiliarse (junto con sus hermanos, Uladislao y Juan Agustín, también simpatizantes unitarios) principalmente en Tucumán. Fue el último unitario en abandonar su provincia, luego del combate de Amadores.
Vivió exiliado en Salta, Tucumán y Uruguay junto a su pariente, Ramón Gil Navarro. Algunos historiadores afirman que regresó a su provincia cuando su partido retomó el poder en 1862, pero lo ciero es que regresó a su provincia en 1854, durante la presidencia de Justo José de Urquiza. Augier pertenecía a una de las familias de mayor fortuna de Catamarca, explotó varias minas, siendo el mayor empresario minero de su provincia y el norte argentino, muchas de sus minas tenían innovaciones de Inglaterra, explotó la emblemática mina El Pilciao y su ingenio Muschaca junto a sus socios Samuel Lafone y Adolfo Esteban Carranza, está fue adquerida décadas después por capitales ingleses. En 1862, fue designado ministro de Gobierno de Catamarca, cuando Bartolomé Mitre se desempeñaba como presidente.
El 15 de abril de 1862 el Partido Unitario de Catamarca lo nombró Diputado del Congreso Nacional junto a Derminio Ocampo fueron los dos primeros catamarqueños diputados nacionales después de la constitución; sin embargo, los federales se abstuvieron en la votación, puesto que sus caudillos se encontraban exiliados.

### El Congreso de Agentes del Norte. La creación de la Coalición del Norte contra Rosas
En septiembre llegaron a Tucumán los agentes. Mariano Santibáñez de Jujuy, Andrés Ocampo de la Rioja, Ignacio Moldes de Salta, Francisco Marcelino Augier de Catamarca, con Salustiano Zavalía por Tucumán, elegido presidente quedó conformado el Congreso. El pacto se firmó el 21. El fundamento de la guerra contra Rosas no era allanarse a Francia, sino tener una constitución,[cita requerida] se nombraba a Brizuela Director de la Liga confiándole los asuntos generales con facultades de guerra, firmar la paz, negociar empréstitos dentro y fuera de la república, celebrar tratados que ratificaría cada provincia, recibir y enviar agentes y delegar la investidura en la parte y en la persona que juzgase conveniente. Brizuela tenía el ejército más numeroso y mejor armado de la Coalición y la oficialidad destacada.

### Gobernador de Catamarca
Eran tiempos turbulentos donde las gobernaciones eran inestables, Francisco Marcelino Augier era cuñado del gobernador delegado José Luis Cano Valdés, en 1841 apenas asumido el gobierno, Cano debió defender la ciudad de San Fernando Valle de Catamarca de la invasión orquestada por el caudillo santiagueño Juan Felipe Ibarra.  [cita requerida]José Luis Cano Valdés era comandante de las fuerzas catamarqueñas, formada por un efectivo de 500 plazas que integraban "la Coalición del Norte", el combate se libró a orillas del Río del Valle triunfando las fuerzas catamarqueñas. La acción política y militar de la Coalición del Norte tuvo resonantes éxitos al comienzo de las acciones, pero con la derrota de Lavalle en Quebracho Herrado la situación comenzó a modificarse. Tiempo después Maza invade la ciudad José Cubas que había dado el mando en José Luis Cano Valdés, propone a Francisco Marcelino Augier, quien asume el mando como gobernador interino de Catamarca en los primeros días de marzo de 1841, al poco tiempo los federales victoriosos que amenazaban por el este y por el sur una futura invasión. Sin poder contar con la ayuda de Lamadrid, contando con pocos y mal armado hombres en las filas y el tesoro público exhausto, no puede contrarrestar la invasión rosista de 1300 hombres al mando del coronel Mariano Maza, que atacaba con el caudillo Balboa. Vencedores los federales expropian los bienes de los unitarios vencidos.

### Combate de Amadores

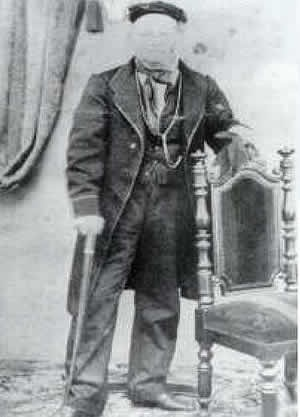
Gobernador Capitán General de la Provincia de Catamarca. D. Marcelino Augier en su vejez.

El 7 de mayo de 1840, la Sala de Representantes catamarqueña se pronunció contra Rosas. El gobernador Cubas, delegó el mando en 1841 en Augier, con la provincia ya invadida por las fuerzas rosistas.
Augier hizo frente a las fuerzas federales de Rosas. Sufrió importantes bajas por distintos flancos, como la del capitán Melitón Córdoba en el departamento de Pomán. Además de las dificultades económicas que ya atravesaba la provincia hace un tiempo, las fuerzas locales se encontraban sin armamento, desprovista de uniformes, como relata en una de sus cartas. Ante esta situación, pidió refuerzos el 20 de febrero al general Gregorio Aráoz de Lamadrid, pedidos que fueron desoídos. Augier debió afrontar el que sería conocido como Combate de Amadores con un disminuido ejército ejercido de hombres mal armados.
Maza ocupó la plaza central de San Fernando del Valle de Catamarca, el 31 de marzo con una división fuerte de 1300 hombres compuesta del Batallón Libertad, con dos piezas de artillería. El coronel Mariano Acha llegó a Catamarca, el 6 de marzo con algunos caballos y 400 hombres para apoyarlo, pero se marchan al poco tiempo por órdenes de Lamadrid a Tucumán. Contaba Augier con entre 400 y 600 hombres mal armados, entre ellos ancianos, para evitar una batalla en la ciudad de San Fernando del Valle de Catamarca y evitar el saqueo. Augier se dirigió a la localidad de Amadores, a pocos kilómetros de la ciudad, pero se vio rápidamente derrotado luego de una feroz escaramuza, algunos autores federales afirman que los seguidores de Augier una mitad huyó en desbandada al ver las fuerzas de Maza que triplicaban en números, y armamento bélico siendo la otra mitad rápidamente aplastada. Se degollaron a todos los seguidores de Augier, quien huyó a Tucumán a caballo. Derrocado Augier, el triunfante Maza nombró el 10 de abril gobernador provisorio al coronel Juan Eusebio Balboa.
Derrotado en el Combate de Amadores por Mariano Maza, sus bienes fueron confiscados y expropiados, exiliado en Montevideo Uruguay, regresó a su provincia 20 años después cuando su partido recobró el poder y asumió como diputado nacional por el partido liberal en 1862. Estaba casado con Clara Molas del Viso y Recalde hija de Celestina Recalde y de José Simón Molas del Viso, ferviente unitaria quien fue obligada luego de la derrota de los unitarios a alojar a Mariano Maza y dar un baile social como se usaba en esa época. Doña Nicolasa Recalde de Chavarria, le donó a su sobrina Clara Molas del Viso de Augier, una casa habitación, que años después perdería.
Remate de su propiedad
El 26 de junio de 1877, un edicto por orden del juez de Instancia Dr. Mauricio Herrera ponía en remate público y dinero de contado la casa de Clara Molas del Viso de Augier, dicha propiedad fue rematada días después, perdiendo de este modo por segunda vez su propiedad el exgobernador y diputado nacional de Catamarca. Sus hijos abandonaron la provincia de Catamarca.